# Pertusaria ceylonica
Pertusaria ceylonica är en lavart som beskrevs av Müll. Arg. Pertusaria ceylonica ingår i släktet Pertusaria och familjen Pertusariaceae.   Inga underarter finns listade i Catalogue of Life.